# Vườn quốc gia Drawno
Vườn quốc gia Drawno (tiếng Ba Lan: Drawieński Park Narodowy) là một vườn quốc gia ở tây bắc Ba Lan, tại biên giới Greater Poland, Lubusz và West Pomeranian. Vườn quốc gia này thuộc khu vực rừng Drawska (Puszcza Drawska), nằm trong đồng bằng Drawska. Vườn quốc gia này lấy tên theo thị xã Drawno mà thị xã này lại lấy theo tên sông Drawa. Vườn quốc gia này được lập năm 1990 với diện tích ban đầu 86,91 km². Sau này, diện tích được mở rộng thành 113,42 kilômét vuông (43,79 dặm vuông Anh), trong đó rừng chiếm 96,14 km² (3,68 km² thuộc khu vực bảo vệ nghiêm ngặt), mặt nước chiếm diện tích 9,37 km².
Khu vực quản lý nằm ở thị xã Drawno, Choszczeński.